# Copa Espírito Santo de Futebol de 2015
A Copa Espírito Santo de 2015 , também chamada de Copa ES foi a 13ª edição do segundo torneio mais importante do estado do Espírito Santo. A disputa ocorreu entre 25 de julho e 7 de novembro com a participação de sete equipes. O Espírito Santo tornou-se campeão pela primeira vez e garantiu vaga na Copa Verde de 2016.

## Regulamento
As sete equipes se enfrentam em jogos de ida e volta. Os quatro melhores avançam à fase seguinte. As semifinais são disputadas em jogos de ida e volta, sendo 1º x 4º e 2º x 3º na primeira fase. Os vencedores avançam à final. As duas equipes se enfrentam entre si em jogos de ida e volta. O vencedor se torna campeão da Copa Espírito Santo.

### Critérios de desempate
Em caso de empate por pontos entre dois clubes, os critérios de desempate serão aplicados na seguinte ordem:
Primeira Fase
1. Número de vitórias
2. Saldo de gols
3. Gols marcados
4. Confronto direto
5. Número de cartões vermelhos
6. Número de cartões amarelos
7. Maior aproveitamento
8. Sorteio

Semifinais e Final
1. Maior saldo de gols nos dois jogos
2. Melhor classificação na Primeira Fase

## Participantes
| Equipe              | Cidade       | Em 2014 | Estádio               | Capacidade | Títulos              |
| ------------------- | ------------ | ------- | --------------------- | ---------- | -------------------- |
| Atlético Itapemirim | Itapemirim   | 2º      | José Olívio Soares    | 5 500      | 0 (não possui)       |
| Desportiva          | Cariacica    | 3º      | Engenheiro Araripe    | 7 500      | 2 (2008, 2012)       |
| Doze                | Vitória      | NP      | Salvador Costa        | 7 500      | 0 (não possui)       |
| Espírito Santo      | Vitória      | NP      | Salvador Costa        | 7 500      | 0 (não possui)       |
| Linhares            | Linhares     | 8º      | Joaquim Calmon        | 2 000      | 0 (não possui)       |
| Real Noroeste       | Águia Branca | 1º      | José Olímpio da Rocha | 3 100      | 3 (2011, 2013, 2014) |
| Vitória             | Vitória      | NP      | Salvador Costa        | 2 400      | 2 (2009, 2010)       |

## Primeira Fase
As partidas da primeira fase foram disputadas entre 25 de julho e 7 de outubro. As quatro melhores equipes de cada grupo avançaram para a fase final, totalizando quatro classificados.
Obs.:

- DES ^  A Desportiva Ferroviária perdeu seis pontos no TJD-ES por conta da escalação irregular do meia Rominho no jogo contra o Linhares.

### Jogos da Primeira Fase
Para ler a tabela, a linha horizontal representa os jogos da equipe como mandante. A coluna vertical indica os jogos da equipe como visitante.
|                     | CAI | DES | DOZ | ESA | LIN | RNO | VIT |
| ------------------- | --- | --- | --- | --- | --- | --- | --- |
| Atlético Itapemirim | —   | 3-1 | 3-0 | 1-1 | 2-0 | 0-3 | 2-0 |
| Desportiva          | 0-0 | —   | 0-1 | 0-2 | 1-0 | 1-1 | 1-0 |
| Doze                | 0-2 | 1-2 | —   | 1-3 | 1-1 | 0-3 | 1-0 |
| Espírito Santo      | 2-0 | 1-0 | 4-0 | —   | 4-0 | 0-2 | 2-1 |
| Linhares            | 1-4 | 1-1 | 2-0 | 1-1 | —   | 2-2 | 1-0 |
| Real Noroeste       | 1-2 | 1-0 | 1-0 | 0-2 | 2-1 | —   | 4-2 |
| Vitória             | 1-1 | 0-0 | 2-2 | 1-0 | 3-1 | 2-0 | —   |

## Fase Final
Em itálico, os times que possuem o mando de campo no primeiro jogo do confronto e em negrito os times classificados.
|  | Semifinais          | Semifinais     | Semifinais | Semifinais |   |               | Final | Final | Final | Final |
|  |                     |                |            |            |   |               |       |       |       |       |
|  | Real Noroeste       | 0              | 2          | 2          |   |               |       |       |       |       |
|  | Atlético Itapemirim | 0              | 1          | 1          |   |               |       |       |       |       |
|  | Atlético Itapemirim | 0              | 1          | 1          |   | Real Noroeste | 1     | 1     | 2     |       |
|  |                     |                |            |            |   | Real Noroeste | 1     | 1     | 2     |       |
|  |                     | Espírito Santo | 1          | 1          | 2 |               |       |       |       |       |
|  | Vitória-ES          | Espírito Santo | 1          | 1          | 2 | 0             | 0     | 0     |       |       |
|  | Vitória-ES          |                |            |            |   | 0             | 0     | 0     |       |       |
|  | Espírito Santo      | 0              | 1          | 1          |   |               |       |       |       |       |

### Final
Jogo de ida
| 31 de outubro | Real Noroeste | 1 – 1     | Espírito Santo | José Olímpio da Rocha, Águia Branca                            |
| 15:00         | Morotó 60'    | Relatório | 4' Neto        | Público: 552 Renda: R$ 4.715,00 Árbitro: ES Marcos André Gomes |

Jogo de volta
| 7 de novembro | Espírito Santo | 1 – 1     | Real Noroeste     | Estádio Engenheiro Araripe, Cariacica                          |
| 15:00         | David Dener 3' | Relatório | 71' Ismael Gaúcho | Público: 1,321 Renda: R$ 15.780,00 Árbitro: ES Rudimar Goltara |

## Premiação
| Copa Espírito Santo de Futebol 2015 |
| ----------------------------------- |
| Espírito Santo Campeão (1° título)  |